# Traize
Traize är en kommun i departementet Savoie i regionen Auvergne-Rhône-Alpes i sydöstra Frankrike. Kommunen ligger i kantonen Yenne som tillhör arrondissementet Chambéry. År 2022 hade Traize 336 invånare.

## Befolkningsutveckling
Antalet invånare i kommunen Traize
| Referens: INSEE |